# Euxoa maronitica
Euxoa maronitica är en fjärilsart som beskrevs av Edward P. Wiltshire 1939. Euxoa maronitica ingår i släktet Euxoa och familjen nattflyn. Inga underarter finns listade i Catalogue of Life.